# Arnauld de Banyuls
Templier représentatif de l'ordre en Catalogne, Arnauld III de Banyuls est commémoré tous les ans lors de la fête des Templiers de Barbens.
On retrouve le même personnage mentionné selon des orthographes différentes: Arnauld III de Banyuls / Arnau III de Banyuls / Arnaud III de Banyuls / Arnaldo de Banyuls / Arnald de Banyuls / Arnold de Banyuls / Arnaude de Banyuls.
Il fut chevalier du Temple, commandeur de la Maison de Gardeny (Diocèse de Lérida) puis commandeur de Peñíscola. Il se retira à Perpignan lors de la suppression de l'ordre du Temple. Il vécut entre la fin du XIIIe et le début du XIVe siècle.

## Chevalier du Temple
Il entre dans les ordres en tant que chevalier de l'ordre du Temple à la Maison de Gardeny (Diocèse de Lérida), dont il devient Commandeur.

### Peníscola

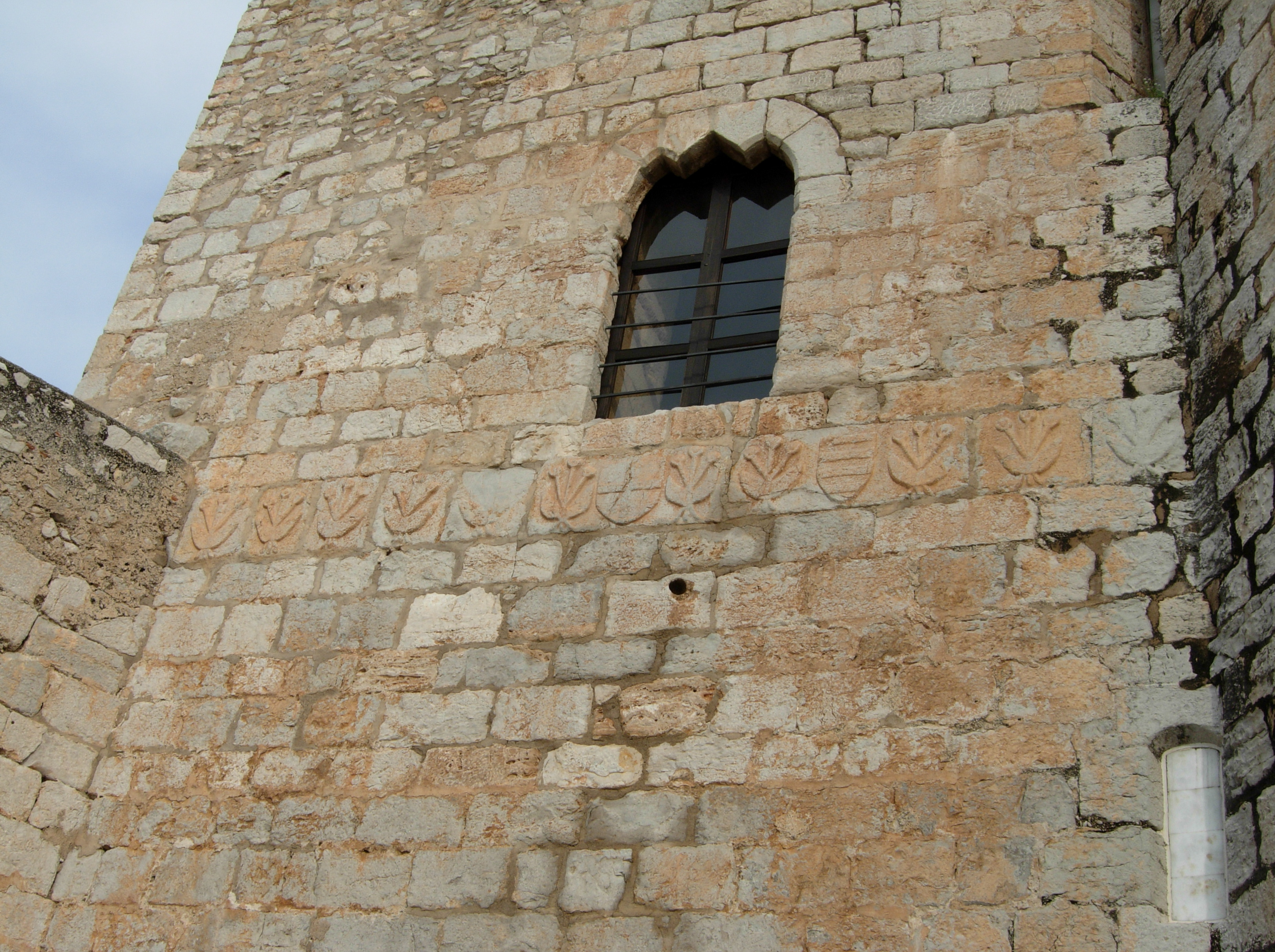
Château de Peñíscola: Frise des armes de Arnauld de Banyuls et de Bérenger de Cardona.

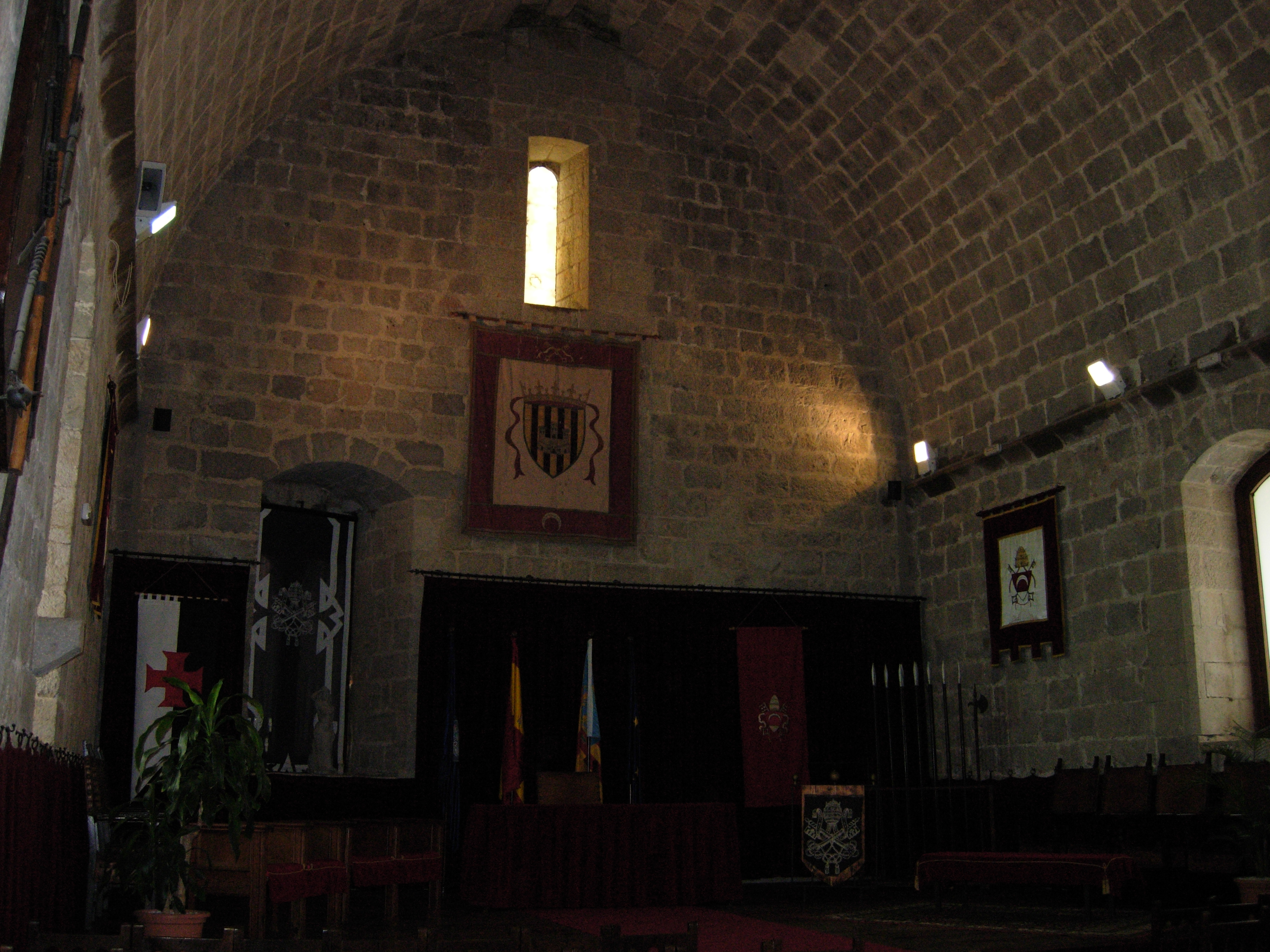
Salle du Commandeur.

Lorsque les Chrétiens doivent quitter Saint-Jean-d'Acre en 1291, les ordres religieux militaires se  demandent où va désormais s'établir leur commanderie principale. Les Hospitaliers de leur côté se sont repliés à Chypre.
En 1292, les Templiers tiennent leur concile à Montpellier. Le Pape décrétant que la Reconquista espagnole a valeur de croisade, la question se pose alors d'installer la commanderie principale de l’ordre à Peníscola, à la frontière avec les Maures.
Les deux premiers précepteurs choisis sont deux catalans du Nord : Ramon Saguardia et Arnaud de Banyuls.Peníscola  est en effet un lieu stratégique pour la reconquête en Espagne.
La décision du concile est  finalement d'installer le siège de l’ordre à Paris, mauvais choix qui discrédite l’ordre sur le plan de la lutte pour la chrétienté et qui causera sa perte par Philippe IV le Bel.
En 1294, avec Bérenger de Cardona, maître de l'ordre du Temple en Aragon et en Catalogne, le frère Arnauld de Banyuls  convient avec Jacques II d'Aragon de l'échange de la ville de Tortosa contre les châteaux de Peñíscola, Ares, Coves et autres lieux. Il est alors promoteur avec Bérenger de Cardona entre 1294 et 1307 de la construction de l'actuel château de Peñíscola, forteresse inexpugnable bâtie sur les restes de l'alcazar arabe. Il en devient le premier commandeur.
Le château forme un corps supérieur flanqué de quatre tours et se compose de quelque 15 dépendances (porterie, citerne, écuries, cave, habitacles, réserves, prison, salle d’armes, réfectoire, cuisine et temple) sur deux niveaux, autour d’une cour surélevée.
Après la dissolution de l’ordre du Temple, est créé en Espagne en 1317 l’ordre de Montesa pour protéger les terres chrétiennes. Le château de Peñíscola, ainsi que toutes les autres possessions du Temple dans la région du Levant, sont confiés à ce nouvel ordre.

### Dissolution de l’ordre du Temple
Lors de la condamnation de l'ordre, Arnauld III de Banyuls est avec ses frères interrogé à Lleida.
En 1312, à la suite de l’anéantissement de l’ordre en France par Philippe IV le Bel, le pape Clément V délivre deux bulles :
- Ad providam  le 2 mai 1312, concerne les biens du Temple qui sont légués en totalité à l'ordre de Saint-Jean de Jérusalem (à l'exception de l'Espagne et du Portugal, où deux ordres naissent des cendres de l'ordre du Temple, l'ordre de Montesa et l'ordre du Christ)
- Considerantes dudum le 6 mai 1312 quant à elle, détermine le sort des hommes. Ceux ayant avoué ou ayant été déclarés innocents se voient attribuer une rente et peuvent vivre dans une maison de l'ordre alors que tous ceux ayant nié ou s'étant rétractés doivent être arrêtés et exécutés.

Les Templiers catalans avaient déjà reçu la nouvelle de ce qui se passait en France ; quelques-uns, en très petit nombre, avaient aussitôt pris la fuite, et se cachaient dans les campagnes après avoir rasé leur barbe et quitté l'habit de l'ordre; mais la majeure partie s'étaient retirés et fortifiés dans leurs châteaux qu'ils se préparaient à défendre.
Le roi Sanche de Majorque était encore moins que Jacques II d'Aragon en état de résister aux instances de Philippe IV le Bel, car son royaume composé des îles Baléares, des comtés de Roussillon et de Cerdagne, de la seigneurie de Montpellier et de quelques autres petits fiefs dispersés en France, se trouvait à la merci de ses deux puissants voisins. Il n'avait d'ailleurs à intervenir dans l'affaire des Templiers, que dans les seuls diocèses d'Elne et de Majorque, et l'arrestation ne pouvait offrir la moindre difficulté en Roussillon, où le petit nombre des membres de l'ordre et leur dispersion sur divers points la plupart sans défense, rendaient toute résistance inutile.
À la suite d'une demande du pape Clément V, le roi Sanche de Majorque fit le nécessaire pour faire arrêter le même jour tous les Templiers qui étaient dans ses domaines, procéder à l'inventaire de leurs biens, faire cultiver leurs propriétés aux frais de l'ordre, et veiller à la conservation de toute leur fortune pour la leur restituer s'ils se trouvaient innocents, ou l'appliquer à la Terre Sainte s'ils étaient reconnus coupables.
Arnauld III de Banyuls ayant été déclaré innocent parvient à se soustraire aux supplices infligés à ses frères et se retire à Perpignan, où l'on a une trace de son passage en 1317 : un acte notarié témoigne qu’il continue à percevoir de la commanderie de Garneny une rente de 3 000 sous en vertu de la bulle Considerantes dudum.
Lorsque Bernat de Millas se retire en Roussillon en 1317 et fait son testament, on retrouve autour de lui toute la famille templière : Arnauld III de Banyuls est avec Berenguer d'Oms  son exécuteur testamentaire, le bourgeois Ramon Savina de Perpignan, longtemps homme de confiance du commandeur du Mas Déu est présent aussi, et comme autres témoins, Guillem Marturell, Gil de Vilert et Pere Bledan, ex-Templiers frères servants du Mas Déu.
À la suite de la dissolution de l’ordre, Arnauld III de Banyuls respecte le serment prononcé en entrant dans le Temple, «de ne jamais le quitter pour un autre ordre supérieur ou inférieur» et termine son existence aux alentours de Perpignan.

## Anecdote
Dans la commune de Barbens se tient tous les ans La fête des Templiers depuis 2005 le troisième week-end d'octobre qui rappelle le passé médiéval de la ville. Le festival, organisé par le Groupe de Recherches de l'ouest, abrite une foire médiévale, une conférence consacrée aux Templiers et Hospitaliers historiques et reconstitutions historiques et des représentations qui se reproduisent, entre autres les scènes suivantes :
- La cérémonie d'admission d'un chevalier dans l'ordre du Temple
- La nomination du frère Arnold de Banyuls (Arnauld III de Banyuls) en tant que commandeur de Barbens.
- La détention, l'interrogatoire et la torture des Templiers

## Famille
Arnau III est membre de la famille de Banyuls, famille roussillonnaise alors très influente dans la région et possédant entre autres les fiefs de Banyuls-dels-Aspres et  de Nyer.
- Son père Ramon de Banyuls (Raymond II) est cavaller, commissaire du roi de Majorque Jacques Ier le Conquérant, chargé du ressort judiciaire sur les vallées de Ribes. Il trancha, en 1283, sur les différends qui concernaient la féodalité des terres et droits possédés dans ces pays, par des tiers. Il est qualifié de Miles dans de nombreux documents d'archives.
- Son frère aîné Dalmau de Banyuls (Dalmace Ier) est gouverneur et capitaine-général de Ferrare de 1309 à 1313, condottiere au service de la république de Venise, puis conseiller du roi Sanche de Majorque, lieutenant du roi à Majorque et chancelier du Royaume.
- Un de ses frères cadets Grimau de Banyuls (Grimald Ier) est moine bénédictin, prieur du monastère de Saint-Cyr de Cullera (diocèse de Gérone), puis abbé de Saint-Michel-de-Cuxa de 1315 à 1341.
- Un autre de ses frères cadets, Bernard de Banyuls (Bernat IV) est abbé de Sainte-Marie-de-Corneilla, puis de Saint-Martin du Canigou jusqu'en 1342.

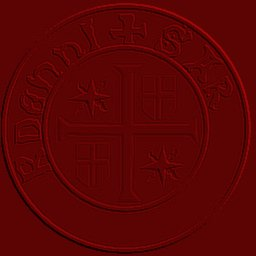
Sceau d'Arnauld de Banyuls; Aragon; Cire jaune, 27 mm de diamètre. Texte: S. AR..........GARDENNI.

## Sceau et armoiries

### Sceau
En tant que commandeur des templiers, le sceau personnel Arnau III est parvenu jusqu’à nous.
Il représente une croix avec des étoiles sur deux angles et des boucliers sur les deux autres angles.

### Armes
Ses armoiries sont celles de sa famille, la famille de Banyuls, « fascé d’’argent et de sable ». À cette époque, les armes de la famille ne sont pas figées, et on retrouve aussi des armes « d’or aux trois fasces de sable» .

L’écu d’Arnauld de Banyuls et celui de Bérenger de Cardona se retrouvent sculptés sur une frise au-dessus de la porte d'entrée du château de Peñíscola, ainsi qu'au-dessus de la porte de la basilique.

| Figure                        | Blasonnement                                              |
| Armes d'Arnald III de Banyuls | Armes d'Arnald III de Banyuls Fascé d'argent et de sable; |

## Sources
- Histoire de la maison des chevaliers de Banyuls, barons de Nyer, marquis de Montferré, seigneurs de La Rocha, Porcinyans, Fornols, Puig, Réal, Odeillo, Leca, Millepetit 1132-1922, par M. l'abbé Jean Capeille, curé à Banyuls-dels-Aspres
- Histoire du Roussillon, Paris, tome 1, p. 506,(APO B15, 139), 1928, éditions Champion (4e série, p. 32-34), et Notices généalogiques, par Henry, baron de Woelmont de Brumagne
- Histoire du Roussillon et Œuvres posthumes de Jean de Gazanyola, augmenté des notes recueillies et classées par Clément de Lacroix.
- La Maison de Banyuls de Montferré et les Familles Alliées de Marie-Suzanne Pollet, tome I et tome II